# Proterhinus simplex
Proterhinus simplex is een keversoort uit de familie Belidae. De wetenschappelijke naam van de soort is voor het eerst geldig gepubliceerd in 1878 door Sharp.